# Antonio Colonna, conte di Albe
Antonio Colonna del ramo di Genazzano (tra la fine del XIV e l'inizio del XV secolo – 25 febbraio 1472) è stato un nobile italiano, principe di Salerno e conte di Albe.

## Biografia
Figlio primogenito di Lorenzo Onofrio Colonna, gran camerlengo del Regno di Napoli, e Sveva Caetani, succedette a Giordano, suo zio, come princeps salernitanus.
Individuato da papa Martino V, suo zio, come strumento della diplomazia familiare, fu inviato dal pontefice a Napoli per consegnare alla regina Giovanna II una bolla di amicizia, sancendo il reciproco aiuto, e la sovrana in segno di benevolenza lo nominò vicegerente del ducato di Calabria.
Tale condotta del pontefice, secondo una voce che circolava insistentemente sin dal 1427, era probabilmente motivata dall'intenzione di inserire il nipote Antonio nel tentativo di farlo salire al trono del Regno di Napoli, una volta scomparsa la regina e allontanato il contendente Luigi III d'Angiò.
Nominato conte di Albe dal padre, venne associato ai fratelli Prospero ed Odoardo nel governo dei feudi familiari, tra cui Genazzano, Rocca di Cave ed altre terre, oltre a quelli pervenutigli a seguito della divisione dei beni voluta nel 1427 con la bolla Etsi prudens di papa Martino V che gli riservava personalmente Alatri, Astura, Carpino, Collepardo, Ferentino, Fumone, Guarcino, Monte San Giovanni, Morolo, Mugnano, Nettuno, Ripi, Rocca Santo Stefano, Strangolagalli, Supino, Trivigliano e Veroli, la maggior parte dei quali gli dava la possibilità di comunicare agevolmente con i suoi possedimenti nel Regno. A questi ben presto si aggiunsero Genzano, Nemi e Nepi.
A seguito della crisi della famiglia con papa Eugenio IV, che aveva intimato loro la restituzione dei tesori della Chiesa accumulati nel loro palazzo ai Santi Apostoli da Martino V che vi aveva fissato la residenza, dovette cedere Ardea e Frascati con l'intero suo tenimento nel 1432 al ramo dei Colonna di Riofreddo, ancora in buoni rapporti con il papato. A causa di ciò la regina gli revocò il principato di Salerno, che non riebbe più, oltre a Castellammare, Cava e tutti gli altri possedimenti nel Regno.
Nonostante nel 1434 la contea di Albe venisse concessa a Giovanni Antonio Orsini, il Colonna non esitò alla scomparsa della regina Giovanna II, della quale era stato anche suo luogotenente in Abruzzo, a prestare il suo sostegno armato al nuovo sovrano aragonese, infatti già nel 1435 era a capo di truppe armate al soldo di Ferrante d'Aragona.
Nel 1457, insieme ai fratelli Prospero e Odoardo e ai Colonna di Palestrina, fu preso sotto la sua protezione da papa Callisto III e nel 1463 riceveva in eredità insieme al fratello Odoardo e alla sorella Vittoria, i beni del fratello cardinale Prospero. Alla sua morte, nel testamento del 1470 la guida della famiglia doveva spettare al secondogenito, il futuro cardinale Giovanni, coadiuvato dai fratelli Pierantonio e Prospero.

## Ascendenza
|                         |                 |                                        | Genitori                    |  |  | Nonni |  |  | Bisnonni       |  |  | Trisnonni        |  |
|                         |                 |                                        |                             |  |  |       |  |  | Pietro Colonna |  |  | Giordano Colonna |  |
|                         |                 |                                        |                             |  |  |       |  |  | Pietro Colonna |  |  | Giordano Colonna |  |
|                         |                 | Margherita Capocci                     |                             |  |  |       |  |  | Pietro Colonna |  |  |                  |  |
| Agapito Colonna         |                 |                                        |                             |  |  |       |  |  | Pietro Colonna |  |  |                  |  |
|                         |                 | Letizia Conti                          | Nicolò Conti                |  |  |       |  |  |                |  |  |                  |  |
|                         |                 | Letizia Conti                          | Nicolò Conti                |  |  |       |  |  |                |  |  |                  |  |
|                         |                 | Letizia Conti                          | ?                           |  |  |       |  |  |                |  |  |                  |  |
| Lorenzo Onofrio Colonna |                 | Letizia Conti                          |                             |  |  |       |  |  |                |  |  |                  |  |
|                         |                 | Giovanni Conti                         | Adenolfo Conti              |  |  |       |  |  |                |  |  |                  |  |
|                         |                 | Giovanni Conti                         | Adenolfo Conti              |  |  |       |  |  |                |  |  |                  |  |
|                         |                 | Giovanni Conti                         | ?                           |  |  |       |  |  |                |  |  |                  |  |
| Caterina Conti          |                 | Giovanni Conti                         |                             |  |  |       |  |  |                |  |  |                  |  |
|                         |                 | Margherita Colonna                     | Stefano Colonna             |  |  |       |  |  |                |  |  |                  |  |
|                         |                 | Margherita Colonna                     | Stefano Colonna             |  |  |       |  |  |                |  |  |                  |  |
|                         |                 | Margherita Colonna                     | Calceranda di Insula        |  |  |       |  |  |                |  |  |                  |  |
| Antonio Colonna         |                 | Margherita Colonna                     |                             |  |  |       |  |  |                |  |  |                  |  |
|                         | Giacomo Caetani | Nicola Caetani                         |                             |  |  |       |  |  |                |  |  |                  |  |
|                         | Giacomo Caetani | Nicola Caetani                         |                             |  |  |       |  |  |                |  |  |                  |  |
|                         | Giacomo Caetani | Giovanna Orsini / Violante della Ratta |                             |  |  |       |  |  |                |  |  |                  |  |
| Jacobello Caetani       | Giacomo Caetani |                                        |                             |  |  |       |  |  |                |  |  |                  |  |
|                         |                 | Sveva Sanseverino                      | Roberto Sanseverino         |  |  |       |  |  |                |  |  |                  |  |
|                         |                 | Sveva Sanseverino                      | Roberto Sanseverino         |  |  |       |  |  |                |  |  |                  |  |
|                         |                 | Sveva Sanseverino                      | Jacopa di Bosco             |  |  |       |  |  |                |  |  |                  |  |
| Sveva Caetani           |                 | Sveva Sanseverino                      |                             |  |  |       |  |  |                |  |  |                  |  |
|                         |                 | Pietro d'Evoli                         | Tommaso d'Evoli             |  |  |       |  |  |                |  |  |                  |  |
|                         |                 | Pietro d'Evoli                         | Tommaso d'Evoli             |  |  |       |  |  |                |  |  |                  |  |
|                         |                 | Pietro d'Evoli                         | ?                           |  |  |       |  |  |                |  |  |                  |  |
| Rogasia d'Evoli         |                 | Pietro d'Evoli                         |                             |  |  |       |  |  |                |  |  |                  |  |
|                         |                 | Bianca di Grandinato                   | Carlo/Tommaso di Grandinato |  |  |       |  |  |                |  |  |                  |  |
|                         |                 | Bianca di Grandinato                   | Carlo/Tommaso di Grandinato |  |  |       |  |  |                |  |  |                  |  |
|                         |                 | Bianca di Grandinato                   | ?                           |  |  |       |  |  |                |  |  |                  |  |
|                         |                 | Bianca di Grandinato                   |                             |  |  |       |  |  |                |  |  |                  |  |

## Discendenza
Non essendosi celebrato il matrimonio con la sua promessa sposa Giovannella Ruffo, Antonio Colonna si sposò prima nel 1446 con Antonella Cantelmo, morta dopo un solo anno dalle nozze, e poi nel 1449 con Imperiale Colonna, figlia di Stefano, signore di Palestrina, dalla quale ebbe tre figli e cinque figlie, Giovanni, Pierantonio, Prospero, Antonina, Caterina, Vittoria, Paola e Antonia. Da relazione extraconiugale aveva avuto Girolamo e Sveva.